# Kal (gmina Tolmin)
Kal – wieś w Słowenii, w gminie Tolmin. W 2018 roku liczyła 4 mieszkańców.